# Vincent Defrasne
Vincent Defrasne (* 9. září 1977 Pontarlier) je bývalý francouzský biatlonista. Jeho největším individuálním úspěchem byl zisk zlaté olympijské medaile na hrách v Turíně roku 2006, v závodě na 12,5 kilometru (stíhací závod). Má i dva olympijské bronzy ze štafet, z Turína a Salt Lake City, kde se konala zimní olympiáda roku 2002. Díky štafetám je také dvojnásobným mistrem světa (2001, 2009). Jeho nejlepším individuálním výsledkem na světovém šampionátu bylo třetí místo ve stíhačce z roku 2007. Jeho nejlepším celkovým umístěním ve Světovém poháru bylo šesté místo v roce 2006. Na olympijských hrách ve Vancouveru roku 2010 byl vlajkonošem francouzské výpravy na zahajovacím ceremoniálu. Ve stejném roce ukončil kariéru.